# Benelli Nova
O Benelli Nova é uma espingarda de ação deslizante (pump-action), popular para caça e autodefesa. Possui armação e coronha de uma só peça, feitos de polímero reforçado com aço.

## Especificações técnicas
Dois modelos principais estão disponíveis, bem como uma variante.

### Caça
Este modelo está disponível com uma variedade de configurações de cano e mira, a maioria destinada à caça e/ou tiro ao prato. É fabricado em acabamento fosco e camuflado. Os canos podem ser raiados ou lisos e geralmente têm 24", 26" ou 28" de comprimento. Este modelo está disponível em calibre 12 ou 20. Cinco tipos de estranguladores estão disponíveis. Normalmente vendido com estranguladores internos completos e modificados aprimorados. Estranguladores estendidos disponíveis no mercado de reposição.

### Tática
Este modelo destina-se a fins defensivos. Com um cano de 18½" e miras de rifle ou anel fantasma (dioptria), é mais fácil de manejar e mais rápido de mirar do que os modelos de caça. Este cano tem alma lisa e não possui rosca para estrangulamentos, o que reduz sua versatilidade e o torna menos preciso em distâncias maiores. Um modelo ligeiramente diferente, denominado H2O Nova, é semelhante, com exceção de um acabamento em níquel químico que substitui o revestimento preto padrão. Este modelo é apenas para calibre 12.

### Supernova
Este modelo incorpora uma coronha removível que pode ser substituída por uma coronha tipo pistola. Este modelo possui um conjunto de gatilho maior.